# Michel Gauthier (cinéaste-photographe)
Pour les articles homonymes, voir Michel Gauthier.
Michel Gauthier (né le 18 juin 1959 à Sainte-Foy) est un cinéaste et photographe québécois et a été cofondateur et directeur général de la Fondation Rivières.